# Striene
La Striene était un bras de rivière coulant de l'Escaut près de Tholen vers la Meuse, en Flandre, aujourd'hui Zélande dans les Pays-Bas actuels.

## Géographie
Jusque vers 1220 le lit de la Striene qui était navigable, était orienté nord-sud entre l'Escaut et de la Meuse : apparemment, les eaux marines ne pénétraient que peu vers l'est. Puis vers 1250, la partie aval s'oriente vers l'ouest et se jette dans la mer du nord, puis rapidement l'estuaire s'élargit.
À cet endroit se trouve maintenant le Haringvliet, un bras qui sera repris plus tard par les eaux du Rhin et de la Meuse.
Après l'Inondation de la Sainte-Élisabeth en 1421, les eaux du Delta de la Meuse et du Rhin ont été bouleversées et la Striene a cessé d'exister, le bras principal de l'Escaut étant désormais l'Escaut oriental.
Les noms des villes Strijen, Cromstrijen et Strijenham sur Tholen dérivent probablement de cette rivière.
Le canal de l'Escaut au Rhin d'aujourd'hui emprunte une grande partie de l'ancien lit de ce cours d'eau.